# Lek (comportamiento animal)
El lek (del sueco lek, actividades, lúdicas sobre todo, placenteras o poco regladas; en español la traducción más exacta para el término etológico podría ser ‘arena’ como ruedo o sitio de combate, aunque hay autores que prefieren usar el término ‘arena’, ya no solo en español, sino en otras lenguas, para el lugar toponímico del lek) es una agrupación de machos que competirían por el apareamiento con hembras. El macho no suele ocuparse de la descendencia, estos se agrupan en lugares específicos para las exhibiciones y las hembras los seleccionan. Un mismo grupo de machos se situaría en una localización específica donde cada uno defiende un pequeño territorio en el que intenta desplazar o predominar sobre sus vecinos con diferentes tipos de exhibiciones. El término se aplicó por primera vez en los urogallos, aunque es bastante frecuente en aves. También aparece en peces e insectos e incluso el celo del ciervo es similar.

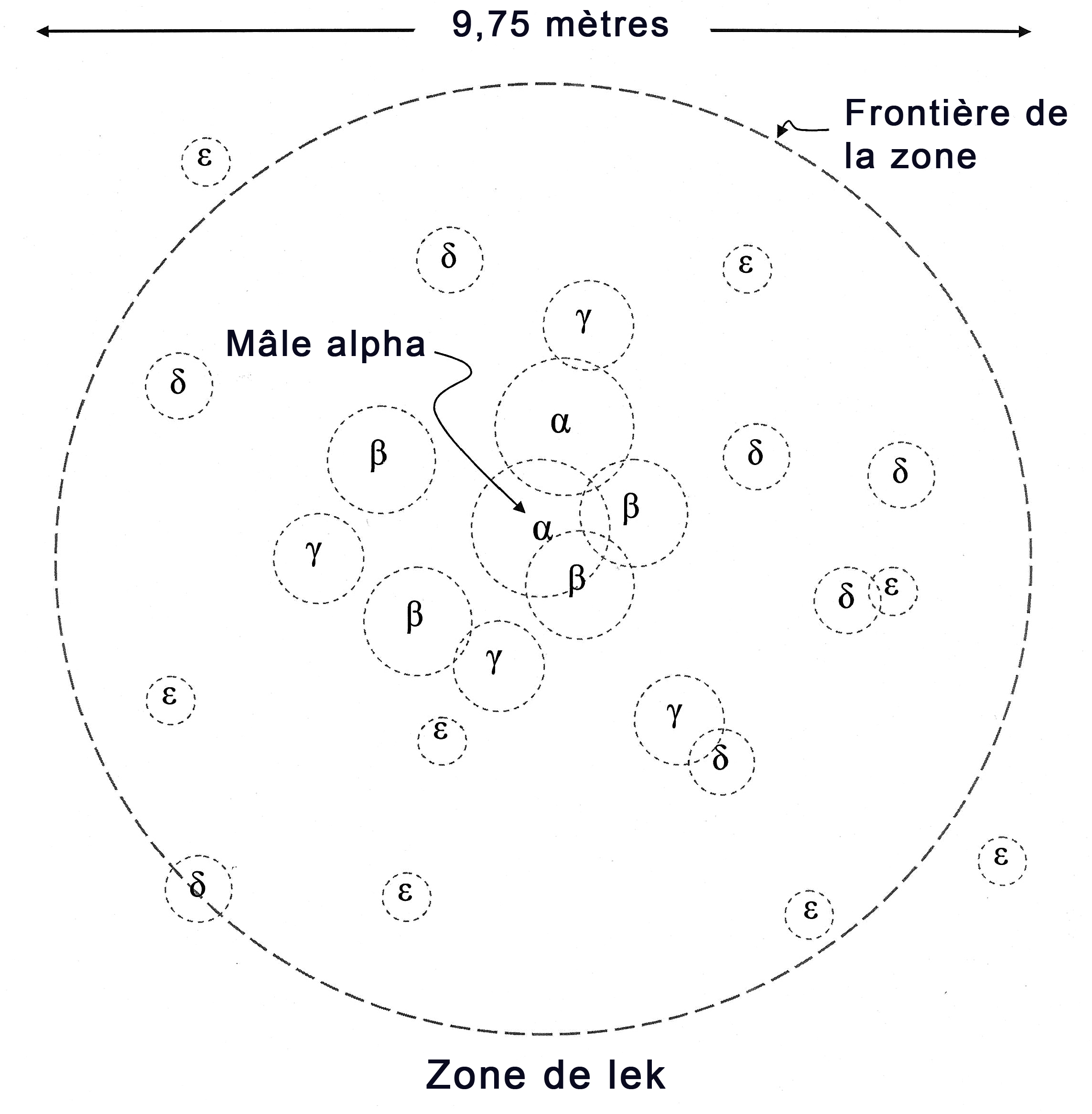
Zona lek de cortejo, en el caso del urogallo de las artemisas Centrocercus urophasianus. Cada macho, bien sea macho-alfa (el de mayor rango), o macho-beta, gamma, etc., defiende un territorio con un tamaño medio de unos pocos metros, y en los que los machos dominantes pueden atraer hasta 8 o más hembras. Se muestra en el dibujo cada individuo con sus variaciones en su espacio individual (Proxémica) (representado por las burbujas), apreciándose que los de mayor rango disponen de mayores "burbujas" de espacio. En las aves los leks constan de 25-30 individuos.

En esta localización existe una estricta jerarquía, los machos de más alta categoría se situarían en el centro de lek, el resto se iría alejando según su rango hasta llegar a la periferia donde se encontrarían los machos de menos importancia. La hembras llegarían para ser fecundadas al lek, y pasarían entre todos los machos hasta llegar a los dominantes del centro. Los machos del lek a veces se encuentran muy juntos lo que acarrea a veces disputas. Otras veces la distancia entre ellos es muy grande (es el caso del kakapo, donde la distancia entre individuos es de kilómetros —se cree que la lejanía entre individuos causó su estado de peligro de extinción—, o el caso de Otididae como la avutarda).
Se han planteado numerosas hipótesis para explicar el origen y evolución de los leks, unas basadas en las ventajas que supone para las hembras y otras en las ventajas que supone para los machos. Entre las del primer grupo hay varias hipótesis que destacan que este sistema permite a las hembras elegir el macho de mayor calidad fenotípica ya que pueden cotejarlo directamente. También se ha sugerido que obligando a los machos a reunirse en leks fuera de las áreas de cría se consigue reducir el riesgo de depredación en las zonas de reproducción y el nivel de acoso hacia hembras por machos jóvenes. En lo que respecta a las hipótesis basadas en las potenciales ventajas que los leks presentan para los machos se ha sugerido que los leks aparecen cuando existen altas densidades poblacionales que aumentan el coste de defensa de recursos o hembras, que los machos se concentran en zonas donde pueden maximizar el número de encuentros con otras hembras o que la competencia entre machos es el factor que determina el tamaño, estabilidad y localización de los leks.
Los sistemas de apareamiento de tipo lek han estimulado el estudio del apareamiento en las últimas décadas al ofrecer un adecuado escenario para comprender cómo opera la selección sexual. Esto se debe a que las características del lek permite a las hembras poder seleccionar a los machos de forma muy eficiente. Empero, la importancia del lek en estos estudios se ve disminuida por la llamada ‘paradoja del lek’, que hace referencia a la posible reducción de la diversidad genética y a que las hembras escogen los machos con caracteres secundarios más llamativos, lo que no significa que escojan los que puedan darles una mayor o mejor descendencia.
Entre los insectos se ha observado comportamiento de lek en los siguientes grupos: mariposas, libélulas, abejorros, avispas, escarabajos y moscas.